# Jógvan Sundstein

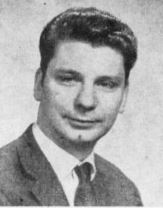
Jógvan Sundstein (um 1970)

Jógvan Sundstein (* 25. Mai 1933 in Tórshavn; † 8. Juli 2024 in Holbaek, Dänemark) war ein färöischer Politiker der Volkspartei (Fólkaflokkurin). Er war von 1989 bis 1991 Ministerpräsident der Färöer.

## Leben
Jógvan war der Sohn von Johanna Malena, geb. Jensen, und Hans Jacob Matras Sundstein aus Tórshavn. Verheiratet war er mit Lydia, geb. Marsten, aus Klaksvík.
Jógvan Sundstein war gelernter Wirtschaftsprüfer und saß in verschiedenen Betriebsvorständen. 1970 wurde er das erste Mal ins Løgting gewählt, dessen Vorsitzender er 1980–1984 und 1988–1989 war.
Von 1989 bis 1991 war er Ministerpräsident der Färöer (Løgmaður) und 1991–1993 Minister in der Landesregierung der Färöer.
Jógvan Sundstein veröffentlichte 2008 seine Memoiren; es war das erste Mal, dass ein färöischer Politiker eine Autobiografie herausgab.
Am  8. Juli 2024 verstarb Jógvan Sundstein in Holbaek, Dänemark im Alter von 91 Jahren.

## Werke
- Frá barnaárum ungu til lívsins heystartíð. Stiðin 2008